# Pionniers à Ingolstadt
Pour plus de détails, voir Fiche technique et Distribution.
Pionniers à Ingolstadt (Pioniere in Ingolstadt) est un film allemand de Rainer Werner Fassbinder, adapté de la pièce éponyme de Marieluise Fleisser, projeté au Festival de Cannes, en mai 1971, à la Quinzaine des réalisateurs.

## Synopsis
Une compagnie de soldats du génie, des pionniers, arrive dans la petite ville d’Ingolstadt, en Bavière, pour réparer un pont de bois. Dans cette ville où elles s'ennuient, les jeunes femmes de la ville, séduites par les soldats, s'aventurent avec eux dans des jeux de désir et de sexe.

## Fiche technique
- Titre français : Pionniers à Ingolstadt
- Titre original : Pioniere in Ingolstadt
- Scénario : Rainer Werner Fassbinder
- Assistant de réalisation : Günther Krää
- Caméra : Dietrich Lohmann
- Montage : Thea Eymèsz (de)
- Musique : Peer Raben
- Décors : Kurt Raab
- Pays d'origine :  Allemagne
- Production : Janus Film und Fernsehen, Antiteater pour la ZDF
- Tournage : 25 jours en novembre 1970, Landsberg-Lech, Munich
- Durée : 84 minutes
- Date de diffusion : 19 mai 1971, Festival de Cannes ; 8 mai 1973, ZDF

## Distribution
- Hanna Schygulla : Berta
- Harry Baer : Karl
- Irm Hermann : Alma
- Rudolf Waldemar Brem : Fabian
- Walter Sedlmayr : Le sergent-major
- Klaus Löwitsch : Le sergent
- Günther Kaufmann : Max
- Carla Aulalu : Frida
- Elga Sorbas (de) : Marie
- Burghard Schlicht : Klaus
- Günther Krää : Gottfried

## Distinctions
Le film a été présenté à la Quinzaine des réalisateurs, en sélection parallèle du festival de Cannes 1971.

## La pièce
Créée à Dresde en 1927 par Renato Mordo (de), la pièce est reprise à Berlin en 1929 par Bertolt Brecht, dont Marieluise Fleisser était la maitresse. Pour l'un des rôles, Brecht choisit un jeune acteur qui fait rapidement sensation, Peter Lorre.